# Ragnar Vik
Ragnar Magne Vik (Tønsberg, 3 de julho de 1893 — Liverpool, 9 de janeiro de 1941) foi um velejador norueguês, campeão olímpico. Ele competiu nos Jogos Olímpicos de Verão de 1920 na classe 8 Metre e conquistou a medalha de ouro na disputa realizada segundo as regras de 1919 a bordo do Sildra com Magnus Konow, Thorleif Christoffersen e Reidar Marthiniussen.